# Маніліч Валентин Михайлович
Валентин Михайлович Маніліч (нар. 22 березня 1964, місто Чернівці Чернівецької області) — український діяч, виконувач обов'язків голови Чернівецької обласної ради (2011—2012 рр.).

## Життєпис
У 1979 році закінчив Чернівецьку загальноосвітню школу № 1, у 1983 році — Чернівецький будівельний технікум за спеціальністю промислове та цивільне будівництво та здобув кваліфікацію техніка-будівельника.
У 1983—1985 роках — служба в Радянській армії.
У 1985 році вступив до Чернівецького державного університету на економічний факультет, який закінчив у 1992 році за спеціальністю економіка та соціологія праці.
У листопаді 1986 — червні 1987 року — столяр 2-го розряду Чернівецького заводу залізобетонних виробів та конструкцій.
У 1987—1999 роках — у Чернівецькому обласному бюро технічної інвентаризації, де пройшов шлях від інженера до заступника начальника бюро.
У 1999—2008 роках — директор Державного підприємства «Чернівецький геоінфоцентр».
У 2006 році закінчив університет «Львівська політехніка» за спеціальністю землевпорядкування і кадастр.
У 2006—2010 роках — депутат Чернівецької обласної ради V скликання від БЮТ. Очолював постійну комісію обласної ради з питань охорони навколишнього середовища, природокористування, земельних відносин, туризму та надзвичайних ситуацій.
У червні — липні 2008 року — головний спеціаліст інформаційно-аналітичного відділу Управління інформаційно-аналітичного забезпечення роботи Голови Держкомзему України.
У 2008—2010 роках — начальник Головного управління Держкомзему в Чернівецькій області.
У квітні — грудні 2010 року — начальник Чернівецького комунального обласного бюро технічної інвентаризації.
У 2010—2015 роках — депутат Чернівецької обласної ради VI скликання від БЮТ.
2 грудня 2010 — 2015 року — заступник голови Чернівецької обласної ради. 18 січня 2011 року був виключений з партії ВО «Батьківщина» за голосування на виборах голови Чернівецької обласної ради за члена Партії регіонів Василя Ватаманюка.
З лютого 2011 року до березня 2012 року, після смерті голови Чернівецької обласної ради Василя Ватаманюка, виконував обов'язки голови Чернівецької обласної ради.
У грудні 2015 — 2017 року — начальник управління з питань забезпечення повноважень щодо управління об'єктами спільної власності виконавчого апарату Чернівецької обласної ради.
Одружений, має двох доньок.